# بدهی مصرف‌کننده

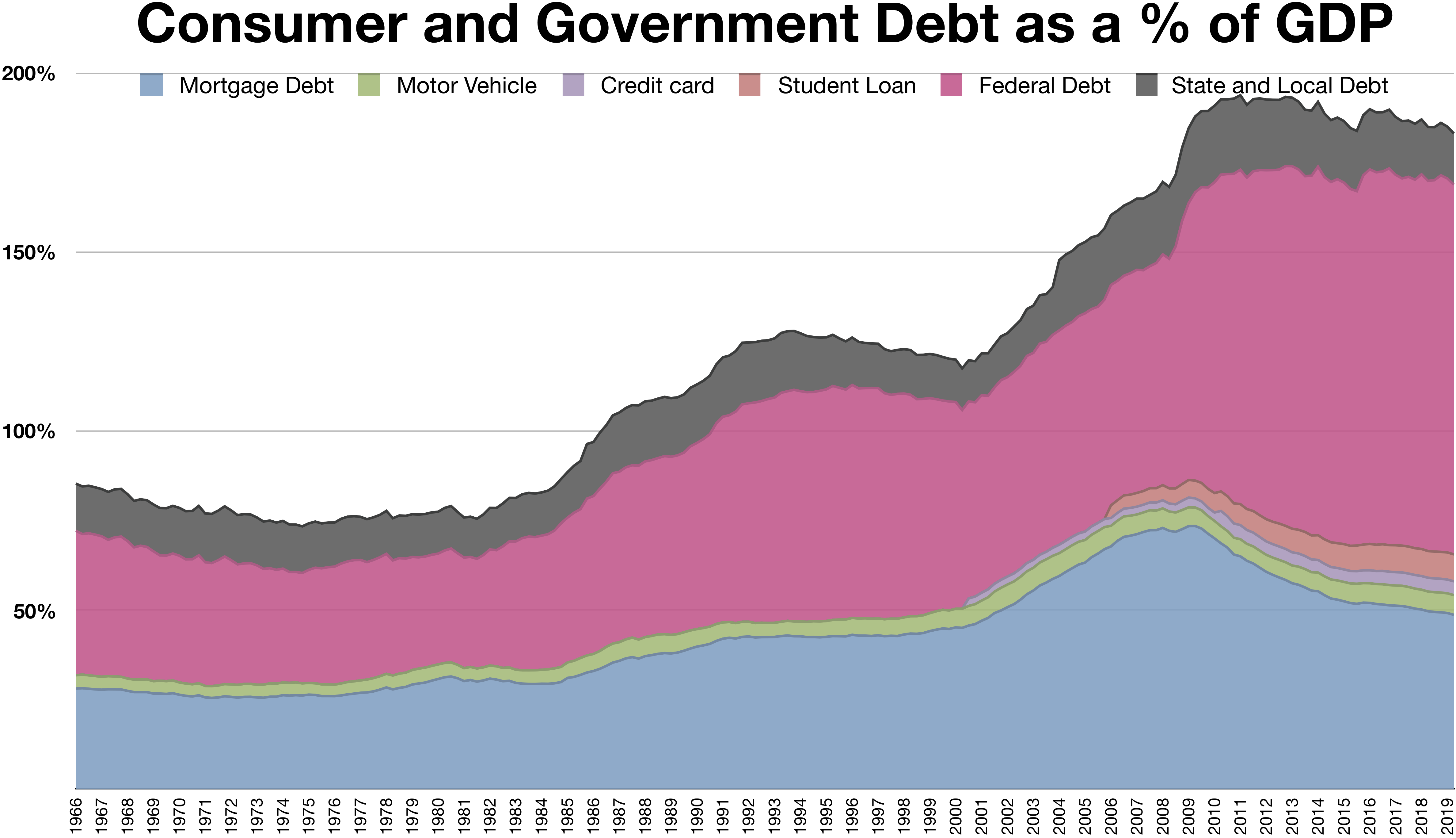
بدهی مصرف کننده و دولت به عنوان یک % تولید ناخالص داخلی (ایالات متحده آمریکا)

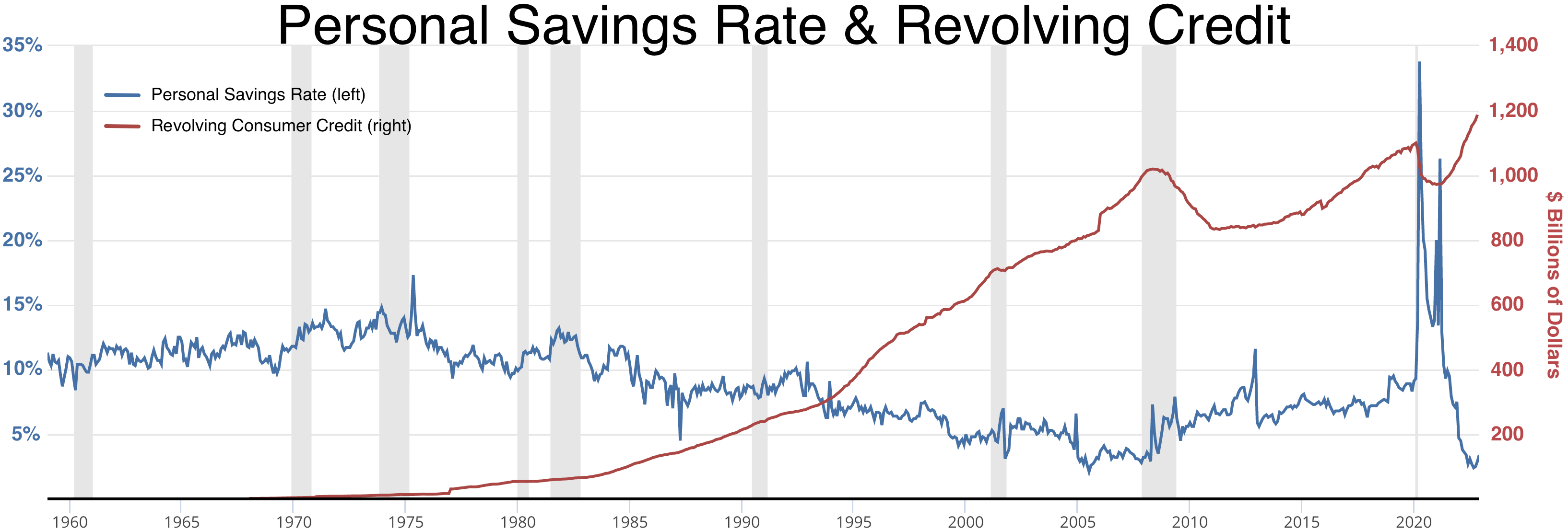
پس‌انداز شخصی و اعتبار مصرف کننده در ایالات متحده

در علم اقتصاد، بدهی مصرف‌کننده (به انگلیسی:consumer debt) مبلغی است که مصرف‌کنندگان بدهی دارند. (در مقابل بدهی مربوط به شرکت‌ها یا دولت‌ها) بدهی مصرف کننده شامل بدهی‌های ناشی از خرید کالاهایی است که قابل مصرف هستند و یا سود و ارزشی را ایجاد نمی‌کنند. از نظر اقتصاد کلان، این بدهی است که به جای سرمایه‌گذاری برای تأمین مالی مصرف استفاده می‌شود.
رایج‌ترین شکل‌های بدهی مصرف‌کننده، بدهی کارت اعتباری، وام‌های روز پرداخت، وام‌های دانشجویی و سایر امور مالی مصرف‌کننده است که اغلب با نرخ‌های بهره بالاتر از وام‌های تضمین شده بلندمدت مانند وام مسکن هستند.
بدهی بلندمدت مصرف کننده اغلب از نظر مالی نابهینه در نظر گرفته می‌شود. برخی از اقلام مصرفی مانند خودرو ممکن است به نحوی دارای سطوح بالای سودمندی و کاربرد در بازار باشند در نتیجه تحمیل بدهی کوتاه مدت ممکن است برای چنین نوع اقلام مصرفی توجیه کننده باشد اما اکثر کالاهای مصرفی چنین نیستند. برای مثال، متحمل شدن بدهی مصرف‌کننده با بهره بالا از طریق خرید تلویزیون با صفحه بزرگ «اکنون»، به جای پس‌انداز برای آن، معمولاً نمی‌تواند با مزایای ذهنی داشتن تلویزیون زودهنگام توجیه مالی شود.
در بسیاری از کشورها، آسان شدن گرفتن بدهی مصرف کننده فراتر از توان بازپرداخت فرد باعث رشد صنعت مشاوره اعتباری و گرفتن بدهی بیشتر برای پرداخت بدهی‌های قبلی شده‌است. سهولت انباشت بدهی به این راحتی بازپرداخت این بدهی‌ها را دشوارتر کرده‌است و ان پدیده منجر به امتیاز اعتباری پایین‌تر می‌شود و با سلامت روان ارتباط دارد.
مقدار بدهی معوق در برابر درآمد قابل تصرف مصرف کننده به عنوان نسبت اهرم مصرف کننده بیان می‌شود. به صورت ماهانه، توصیه می‌شود که این نسبت بدهی بیشتر از ۲۰ درصد دستمزد دریافتی یک فرد نباشد. نرخ بهره به طیفی از عوامل بستگی دارد، از جمله شرایط اقتصادی، توانایی درک شده مشتری برای بازپرداخت، فشارهای رقابتی از سوی سایر وام دهندگان، و ساختار ذاتی و امنیت محصول اعتباری. نرخ‌ها معمولاً از ۰٫۲۵ درصد بالاتر از نرخ پایه تا دو رقمی متغیر است. بدهی‌های مصرف کننده نیز با وام‌های تهاجمی و نابرابرانه مرتبط است، اگرچه بحث‌های زیادی در مورد اینکه دقیقاً چه چیزی وام‌های تهاجمی و نابرابرانه را تشکیل می‌دهد، وجود دارد.
در سال‌های اخیر، یک تحلیل جایگزین ممکن است بدهی مصرف‌کننده را راهی برای افزایش تولید داخلی بداند، به این دلیل که اگر اعتبار به راحتی در دسترس باشد، افزایش تقاضا برای کالاهای مصرفی باید باعث افزایش کل تولید داخلی شود. فرضیه درآمد دائمی نشان می‌دهد که مصرف‌کنندگان برای کاهش و مصرف بهینه در طول زندگی خود، و برای مخارج مالی (به ویژه مسکن و تحصیل) در اوایل زندگی خود وارد بدهی می‌شوند و بدهی خود را در دوره‌هایی از زندگی که دارای درآمد بالاتری هستند پرداخت می‌کنند.
بدهی‌های شخصی به ویژه در ایالات متحده و بریتانیا در حال افزایش است. با این حال، طبق گزارش فدرال رزرو آمریکا، نسبت خدمات بدهی خانوارهای ایالات متحده در پایین‌ترین سطح از زمان اوج خود در پاییز ۲۰۰۸ میلادی قرار دارد.

## نسبت بدهی به تولید ناخالصی، نسبت اهرم مصرفه‌کننده
بدهی خصوصی یک کشور را می‌توان به عنوان «نسبت بدهی به تولید ناخالص داخلی» اندازه‌گیری کرد، که کل بدهی خصوصی باقی مانده ساکنان آن تقسیم بر تولید ناخالص داخلی سالانه آن کشور است. یک متغیر نسبت اهرم مصرف‌کننده است که نسبت بدهی به درآمد شخصی می‌باشد.

## فهرست کشورها بر اساس بدهی مصرفه‌کننده
| کشور/منطقه                     | ۱۹۶۰ میلادی | ۲۰۱۶ میلادی |
| ------------------------------ | ----------- | ----------- |
| افغانستان                      | –           | ۳٫۶         |
| آلبانی                         | –           | ۳۴٫۵        |
| الجزایر                        | –           | ۲۳٫۵        |
| ساموای آمریکا (US)             | –           | –           |
| آندورا                         | –           | –           |
| آنگولا                         | –           | ۲۱٫۰        |
| آنتیگوآ و باربودا              | –           | ۴۸٫۳        |
| آرژانتین                       | –           | ۱۴٫۰        |
| ارمنستان                       | –           | ۴۸٫۹        |
| آروبا (Netherlands)            | –           | –           |
| استرالیا                       | –           | ۱۴۲٫۹       |
| اتریش                          | –           | ۸۵٫۶        |
| جمهوری آذربایجان               | –           | ۲۶٫۶        |
| باهاما                         | –           | ۶۸٫۲        |
| بحرین                          | –           | –           |
| بنگلادش                        | –           | ۴۴٫۴        |
| باربادوس                       | –           | –           |
| بلاروس                         | –           | ۲۵٫۹        |
| بلژیک                          | –           | ۶۴٫۷        |
| بلیز                           | –           | ۵۶٫۸        |
| بنین                           | –           | ۲۱٫۸        |
| برمودا (UK)                    | –           | –           |
| بوتان (کشور)                   | –           | ۴۶٫۵        |
| بولیوی                         | –           | ۶۴٫۲        |
| بوسنی و هرزگوین                | –           | ۵۴٫۳        |
| بوتسوانا                       | –           | ۳۲٫۳        |
| برزیل                          | –           | ۶۲٫۲        |
| جزایر ویرجین انگلستان (UK)     | –           | –           |
| برونئی                         | –           | ۴۴٫۳        |
| بلغارستان                      | –           | ۵۳٫۶        |
| بورکینافاسو                    | –           | ۲۶٫۶        |
| بوروندی                        | –           | ۱۶٫۷        |
| کیپ ورد                        | –           | ۶۳٫۰        |
| کامبوج                         | –           | ۶۹٫۷        |
| کامرون                         | –           | ۲۰٫۸        |
| کانادا                         | –           | –           |
| جزایر کیمن (UK)                | –           | –           |
| جمهوری آفریقای مرکزی           | ۱۱٫۲        | ۱۲٫۸        |
| چاد                            | ۳٫۵         | ۱۰٫۲        |
| جزایر مانش (UK)                | –           | –           |
| شیلی                           | ۲۲٫۱        | ۱۱۲٫۱       |
| چین                            | –           | ۱۵۶٫۷       |
| کلمبیا                         | ۲۲٫۹        | ۴۷٫۱        |
| کومور                          | –           | ۲۶٫۵        |
| جمهوری دموکراتیک کنگو          | –           | ۷٫۸         |
| جمهوری کنگو                    | ۲۲٫۲        | ۲۵٫۰        |
| کاستاریکا                      | ۲۷٫۰        | ۵۹٫۳        |
| ساحل عاج                       | –           | ۲۲٫۷        |
| کرواسی                         | –           | ۶۱٫۶        |
| کوبا                           | –           | –           |
| کوراسائو (Netherlands)         | –           | –           |
| قبرس                           | –           | ۲۳۰٫۱       |
| جمهوری چک                      | –           | ۵۱٫۸        |
| دانمارک                        | ۴۴٫۵        | –           |
| جیبوتی                         | –           | –           |
| دومینیکا                       | –           | ۵۱٫۵        |
| جمهوری دومینیکن                | ۵٫۸         | ۲۸٫۴        |
| اکوادور                        | ۲۵٫۶        | ۲۹٫۴        |
| مصر                            | –           | ۳۴٫۱        |
| السالوادور                     | –           | ۴۵٫۶        |
| گینه استوایی                   | –           | ۱۹٫۱        |
| اریتره                         | –           | –           |
| استونی                         | –           | ۷۲٫۶        |
| اسواتینی                       | –           | ۲۱٫۶        |
| اتیوپی                         | –           | –           |
| جزایر فارو (Denmark)           | –           | –           |
| فیجی                           | –           | ۸۹٫۹        |
| فنلاند                         | ۳۶٫۸        | ۹۵٫۵        |
| فرانسه                         | ۲۰٫۰        | ۹۷٫۶        |
| پلی‌نزی فرانسه (France)         | –           | –           |
| گابن                           | ۸٫۲         | ۱۳٫۶        |
| گامبیا                         | –           | –           |
| گرجستان                        | –           | ۶۲٫۰        |
| آلمان                          | –           | ۷۷٫۵        |
| غنا                            | ۴٫۶         | ۱۹٫۶        |
| جبل طارق                       | –           | –           |
| یونان                          | ۱۲٫۲        | ۱۰۷٫۷       |
| گرینلند (Denmark)              | –           | –           |
| گرنادا                         | –           | ۵۶٫۱        |
| گوآم (US)                      | –           | –           |
| گواتمالا                       | ۱۰٫۱        | ۳۴٫۳        |
| گینه                           | –           | ۱۲٫۹        |
| گینه بیسائو                    | –           | ۷٫۱         |
| گویان                          | ۱۱٫۲        | ۴۵٫۵        |
| هائیتی                         | –           | ۱۸٫۳        |
| هندوراس                        | ۹٫۹         | ۵۶٫۳        |
| هنگ کنگ                        | –           | ۲۰۳٫۸       |
| مجارستان                       | –           | ۳۴٫۹        |
| ایسلند                         | ۴۶٫۹        | ۸۷٫۳        |
| هند                            | ۷٫۹         | ۴۹٫۸        |
| اندونزی                        | –           | ۳۹٫۴        |
| ایران                          | ۱۲٫۹        | –           |
| عراق                           | ۸٫۵         | –           |
| جمهوری ایرلند                  | ۳۰٫۱        | ۴۹٫۲        |
| جزیره من (UK)                  | –           | –           |
| اسرائیل                        | ۱۳٫۵        | ۶۵٫۴        |
| ایتالیا                        | –           | ۸۶٫۱        |
| جامائیکا                       | ۱۵٫۷        | ۳۲٫۱        |
| ژاپن                           | ۵۶٫۳        | ۱۸۵٫۰       |
| اردن                           | –           | ۷۵٫۱        |
| قزاقستان                       | –           | ۳۴٫۳        |
| کنیا                           | –           | ۳۲٫۹        |
| کیریباتی                       | –           | –           |
| کره شمالی                      | –           | –           |
| کره جنوبی                      | ۵٫۷         | ۱۴۳٫۳       |
| کوزوو                          | –           | ۳۹٫۳        |
| کویت                           | –           | –           |
| قرقیزستان                      | –           | ۲۱٫۲        |
| لائوس                          | –           | –           |
| لتونی                          | –           | ۶۷٫۴        |
| لبنان                          | –           | ۱۱۱٫۹       |
| لسوتو                          | –           | ۱۷٫۵        |
| لیبریا                         | –           | –           |
| لیبی                           | –           | –           |
| لیختن‌اشتاین                    | –           | –           |
| لیتوانی                        | –           | ۴۳٫۰        |
| لوکزامبورگ                     | –           | ۱۰۰٫۱       |
| ماکائو                         | –           | ۱۱۸٫۱       |
| مقدونیه شمالی                  | –           | ۴۷٫۴        |
| ماداگاسکار                     | –           | ۱۳٫۲        |
| مالاوی                         | –           | ۱۰٫۵        |
| مالزی                          | ۸٫۹         | ۱۲۴٫۰       |
| مالدیو                         | –           | ۳۷٫۳        |
| مالی                           | –           | ۲۵٫۴        |
| مالت                           | –           | ۸۷٫۱        |
| جزایر مارشال                   | –           | –           |
| موریتانی                       | –           | –           |
| موریس                          | –           | ۹۶٫۴        |
| مکزیک                          | ۲۰٫۶        | ۳۵٫۰        |
| ایالات فدرال میکرونزی          | –           | ۲۳٫۴        |
| مولدووا                        | –           | ۳۰٫۶        |
| موناکو                         | –           | –           |
| مغولستان                       | –           | ۵۸٫۷        |
| مونته‌نگرو                      | –           | ۵۱٫۲        |
| مراکش                          | ۱۲٫۰        | ۶۵٫۴        |
| موزامبیک                       | –           | ۳۴٫۵        |
| میانمار                        | ۶٫۲         | ۲۰٫۷        |
| نامیبیا                        | –           | ۵۶٫۷        |
| نائورو                         | –           | –           |
| نپال                           | ۱٫۰         | ۸۱٫۰        |
| هلند                           | ۱۸٫۴        | ۱۱۱٫۲       |
| کالدونیای جدید (France)        | –           | –           |
| نیوزیلند                       | ۱۵٫۵        | –           |
| نیکاراگوئه                     | ۱۵٫۴        | ۳۸٫۷        |
| نیجر                           | –           | ۱۳٫۷        |
| نیجریه                         | ۳٫۷         | ۱۵٫۷        |
| جزایر ماریانای شمالی (US)      | –           | –           |
| نروژ                           | ۳۲٫۷        | ۱۴۵٫۰       |
| عمان                           | –           | ۷۵٫۶        |
| پاکستان                        | ۱۱٫۱        | ۱۶٫۲        |
| پالائو                         | –           | –           |
| فلسطین                         | –           | ۴۲٫۰        |
| پاناما                         | ۱۷٫۸        | ۹۱٫۰        |
| پاپوآ گینه نو                  | –           | –           |
| پاراگوئه                       | ۹٫۱         | ۵۴٫۴        |
| پرو                            | ۱۲٫۵        | ۳۶٫۲        |
| فیلیپین                        | ۱۲٫۰        | ۴۴٫۷        |
| لهستان                         | –           | ۵۴٫۸        |
| پرتغال                         | ۳۹٫۵        | ۱۱۲٫۲       |
| پورتوریکو (US)                 | –           | –           |
| قطر                            | –           | ۷۹٫۴        |
| رومانی                         | –           | ۲۸٫۲        |
| روسیه                          | –           | –           |
| رواندا                         | –           | ۲۱٫۲        |
| ساموآ                          | –           | ۸۰٫۱        |
| سان مارینو                     | –           | –           |
| سائوتومه و پرنسیپ              | –           | ۲۶٫۴        |
| عربستان سعودی                  | –           | ۵۸٫۰        |
| سنگال                          | ۱۴٫۸        | ۳۳٫۱        |
| صربستان                        | –           | ۴۴٫۱        |
| سیشل                           | –           | ۲۶٫۹        |
| سیرالئون                       | ۲٫۸         | ۵٫۶         |
| سنگاپور                        | –           | ۱۳۲٫۹       |
| سنت مارتین (Netherlands)       | –           | –           |
| اسلواکی                        | –           | ۵۷٫۱        |
| اسلوونی                        | –           | ۴۷٫۴        |
| جزایر سلیمان                   | –           | ۳۹٫۰        |
| سومالی                         | –           | –           |
| آفریقای جنوبی                  | –           | ۱۴۴٫۷       |
| سودان جنوبی                    | –           | –           |
| اسپانیا                        | ۳۱٫۴        | ۱۱۱٫۸       |
| سری‌لانکا                       | ۷٫۳         | ۴۶٫۰        |
| سنت کیتس و نویس                | –           | ۵۶٫۵        |
| سنت لوسیا                      | –           | ۸۶٫۸        |
| سن مارتن (فرانسه) (France)     | –           | –           |
| سنت وینسنت و گرنادین‌ها         | –           | ۵۰٫۸        |
| سودان                          | ۸٫۹         | ۸٫۹         |
| سورینام                        | –           | ۳۳٫۳        |
| سوئد                           | ۳۸٫۲        | ۱۲۹٫۶       |
| سوئیس                          | ۹۶٫۰        | ۱۷۷٫۷       |
| سوریه                          | ۲۵٫۳        | –           |
| تایوان                         | –           | –           |
| تاجیکستان                      | –           | ۱۹٫۲        |
| تانزانیا                       | –           | ۱۴٫۳        |
| تایلند                         | ۱۰٫۱        | ۱۴۷٫۴       |
| تیمور شرقی                     | –           | –           |
| توگو                           | –           | ۳۹٫۳        |
| تونگا                          | –           | ۳۸٫۱        |
| ترینیداد و توباگو              | ۸٫۵         | ۴۱٫۳        |
| تونس                           | –           | ۸۱٫۲        |
| ترکیه                          | ۱۷٫۷        | ۷۰٫۳        |
| ترکمنستان                      | –           | –           |
| جزایر تورکس و کایکوس (UK)      | –           | –           |
| تووالو                         | –           | –           |
| اوگاندا                        | ۶٫۵         | ۱۳٫۷        |
| اوکراین                        | –           | ۴۷٫۳        |
| امارات متحده عربی              | –           | ۸۵٫۹        |
| بریتانیا                       | ۱۷٫۶        | ۱۳۵٫۹       |
| ایالات متحده آمریکا            | ۷۰٫۹        | ۱۹۲٫۷       |
| اروگوئه                        | ۳۱٫۰        | ۲۸٫۲        |
| ازبکستان                       | –           | –           |
| وانواتو                        | –           | ۶۸٫۵        |
| ونزوئلا                        | ۱۴٫۰        | –           |
| ویتنام                         | –           | ۱۲۳٫۸       |
| جزایر ویرجین ایالات متحده (US) | –           | –           |
| یمن                            | –           | –           |
| زامبیا                         | –           | ۱۳٫۰        |
| زیمبابوه                       | –           | –           |